# Bermúdez (humorista)
Carlos del Soto, conocido artísticamente como Bermúdez (Madrid, 15 de enero de 1956), es un humorista, actor y presentador de televisión español.

## Trayectoria profesional

### Televisión
Especialmente popular gracias a sus apariciones en televisión, su debut en la pequeña pantalla se remonta a 1992 cuando participa, en el late night La noche se mueve que presentaba y dirigía El Gran Wyoming en Telemadrid, con quien ya colaboró en el programa Rockambole de TVE 1 en 1989. 
Más tarde, en 1996 es fichado por Televisión Española para sustituir a Alfonso Arús en una nueva edición del espacio sobre vídeos caseros Vídeos de primera. 
Después vendrían Apaga y vámonos y Esto es lo que hay, ambas en TVE y El concursazo (1997-1998), La trituradora (1999), Emisión imposible (2000) y La noche... con Fuentes y cía (2001-2004), todos ellos en Telecinco, así como numerosas intervenciones en el espacio El club de la comedia actuando como monologuista.
En el verano de 2004, junto a Las Veneno, el programa El humor de tu vida, en el que se revisaban los archivos de TVE, recuperando los mejores sketches de humoristas de toda la vida.
Desde 2006 es uno de los profesores que se encargan de la formación como monologuistas de los concursantes famosos que participan en el espacio El club de Flo, dirigido por Florentino Fernández en La Sexta. Ha participado también en el programa de Antena 3 Me resbala —junto a Josema Yuste, Florentino Fernández, Edu Soto, Anabel Alonso, El Monaguillo, Luis Larrodera y Laura Sánchez.—

### Teatro
Ha participado en las obras 5hombres.com (2001) y Mujeres y punto (2004).

### Cine
Ha hecho también una incursión en la pantalla grande, interviniendo en El milagro de P. Tinto (1998), de Javier Fesser. 

### Radio
En las temporadas de 2002 y 2003 intervino en la sección La corriente alterna del programa Hoy por hoy en la Cadena SER.
- Datos: Q2842199